# BlazBlue
BlazBlue: Calamity Trigger (ブレイブルー カラミティ トリガー, Bureiburū: Karamiti Torigā) is een vechtspel ontwikkeld door Arc System Works. De naam van het spel is een samenstelling van "blaze" en "blue," met het "z" geluid weggelaten in de Japanse uitspraak, waardoor het net klinkt als het Engelse woord "brave", en het een extra betekenis krijgt. Het spel is momenteel uitgegeven voor de Taito Type X2 arcade system board, met een 16:9 ratio en 768p resolutie. Het werd op 19 november 2008 in Japan uitgegeven, en op 20 november 2008 in de Verenigde Staten. Het spel werd voor de Xbox 360 en PlayStation 3 home consoles op 25 juni 2009 uitgegeven in Japan. Een PC port van het spel is aangekondigd in Japan en zou in maart 2010 uitgeven worden. Een Europese versie van het spel is gepland voor het eerste kwartaal van 2010, zonder de Calamity Trigger subtitel. Een port voor de PlayStation Portable, getiteld BlazBlue Portable (ブレイブルー ポータブル, Bureiburū Pōtaburu), is aangekondigd voor een februari 2010 release in Japan. Een vervolg met meer inhoud en personages, getiteld BlazBlue: Continuum Shift (ブレイブルー コンティニュアム シフト, Bureiburū: Kontinyuamu Shifuto) is ook aangekondigd, met geplande arcade, Xbox 360, en PlayStation 3 releases.

## Gameplay
BlazBlue is een traditioneel 2D vecht spel waar twee personages tegen elkaar vechten in een duel op een tweedimensionaal vlak. Een ronde wordt een "rebel" genoemd, en een match kan bestaan uit een tot vijf "rebels". Om een ronde te winnen moet een speler ofwel de ander buiten bekwaamheid brengen door genoeg schade toe te brengen door middel van een variëteit aan aanvallen om de levens te verminderen of door meer levens over te hebben wanneer de tijd op is, als de regels van de match een klok hebben ingeschakeld.
Ieder personage heeft een zwakke, gemiddelde en sterke aanval. Ook heeft ieder personage een "unieke" techniek, die een "Drive attack" worden genoemd, en die anders is voor ieder personage. Deze aanvallen zijn ook bekend als "A", "B", "C" and "D". Verschillende combinaties van aanvallen kunnen door ieder personage gedaan worden door gewone aanvallen met "Drive attacks" te combineren. Zo een combo bestaat uit twee of meer opeenvolgende aanvallen die een voor een de vijand raken zonder dat deze terug kan aanvallen. Wanneer combo's langer worden, zal iedere aanval steeds minder schade toebrengen dan normaal om de tegenspeler de kans te geven terug te vechten. De speler kan in zijn/haar combo ook een "grab" opnemen, door de "B" en "C" knoppen gelijktijdig in te drukken. Sommige aanvallen (vb. Jin haar "Hirensou"-aanval) zullen delen van de speler zijn "heat gauge" (onderaan het scherm) gebruiken. Deze "heat gauge" wordt gevuld door ofwel schade te krijgen, of te berokkenen. Wanneer een bepaald percentage bereikt wordt, kunnen speciale aanvallen genaamd "distortion drives" gedaan worden. Wanneer een "distortion drive" succesvol gedaan is en de vijand raakt, deelt het massieve schade toe en het is visueel veel aantrekkelijker dan normale aanvallen.
Langs aanvallen heeft ieder personage twee soorten verdedigingen. De ene is de gewone verdediging die gebroken kan worden met een "guard crush". Dat kan gedaan worden door de "guard libra" bar helemaal naar de kant van de tegenstander te duwen door te blijven aanvallen. Als de tegenstander blijft verdedigen zal deze verdediging gebroken worden, wat een opening maakt voor een aanval. De tweede type verdediging is de "barrier block", die gestart wordt door te verdigen met de "A" en "B" knoppen tegelijkertijd ingedrukt. Een "barrier block" kan niet worden gebroken zoals een normale verdediging, maar er is een limiet op hoelang deze kan uithouden, wat wordt weergegeven door de "barrier gauge". Als deze helemaal leeg is, zal de speler 150% van de schade ontvangen tot deze weer geregenereerd is tot half-vol.